# イトグモ科
イトグモ科 Sicariidae は、クモ目の分類群の一つ。単性域の6眼のクモの群であるが、極めて異質な外見の二群が含まれている。毒グモとして著名なものが幾つも含まれる。

## 概要
イトグモ科には、2つの属が含まれているが、両者の外見は非常に大きく異なる。イトグモ属はユウレイグモ科のもののような細長い足を持ったクモで、物陰に潜む。もう1つのヤリダマグモ属 Sicarius はカニグモに似た外見のクモで、乾燥した砂地に生息する。そのため、以前はそれぞれ別科としたが、現在では一つの科と扱っている。
これらのクモには人間に被害を与える有毒なものが幾つか知られている。イトグモ属ではドクイトグモが特によく知られる。そのようなこともあり、これらには一般名が幾つか知られる。ドクイトグモの英名は brown recluse spider （褐色の隠者のクモ）、あるいは violin spider である。また Sicarius の方は six-eyed sand spider であるが、外見的特徴から six-eyed crab spider（6眼のカニグモ）とも、また assassin spider も使われる。現時点では、日本産のイトグモにはそのような毒性は知られていないが、同一種のMediterranean recluse spider(Loxosceles rufescens)は海外では咬症例の報告もある。国内での咬症例は１例のみ知られる。

## 特徴
単性域類に属し、6眼で爪は2つ、篩板を持たない。頭胸部はやや平らで、頭部と胸部の境界は比較的はっきりしている。6個の眼は左右には縦に2個ずつ、中央には左右に2個がそれぞれ接近して配置し、中眼は側眼より前にある。顎は基部が癒合し、牙は小さい。雌の触肢には爪がない。雄の触肢器官は触肢附節の先端にある。歩脚は細長い場合もあるが、それほど華奢でなく、また附節には肉趾がある。腹部腹面前方には1対の書肺があり、糸疣の前には左右合一した1つの気管気門がある。糸疣はやや長くて毛が多く、またはっきりした、先端の尖った間疣がある。雄は雌よりやや華奢。
このような特徴が共通に見られるものの、2つの属のものの外見は全く異なる。イトグモ属は体長10mm程度の中型のクモで、印象はユウレイグモ科やヤマシログモ科に似ていて、扁平という印象は一見では感じられない。体色は褐色から灰色など。まだら模様を持つものがあり、 violin spider の名は、頭胸部の斑紋がヴァイオリンに似ることによる。

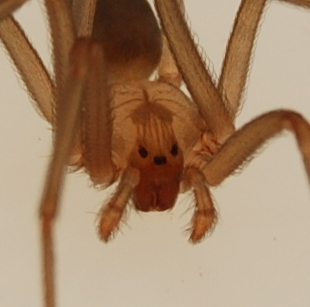
ドクイトグモ 頭部と6眼が見える
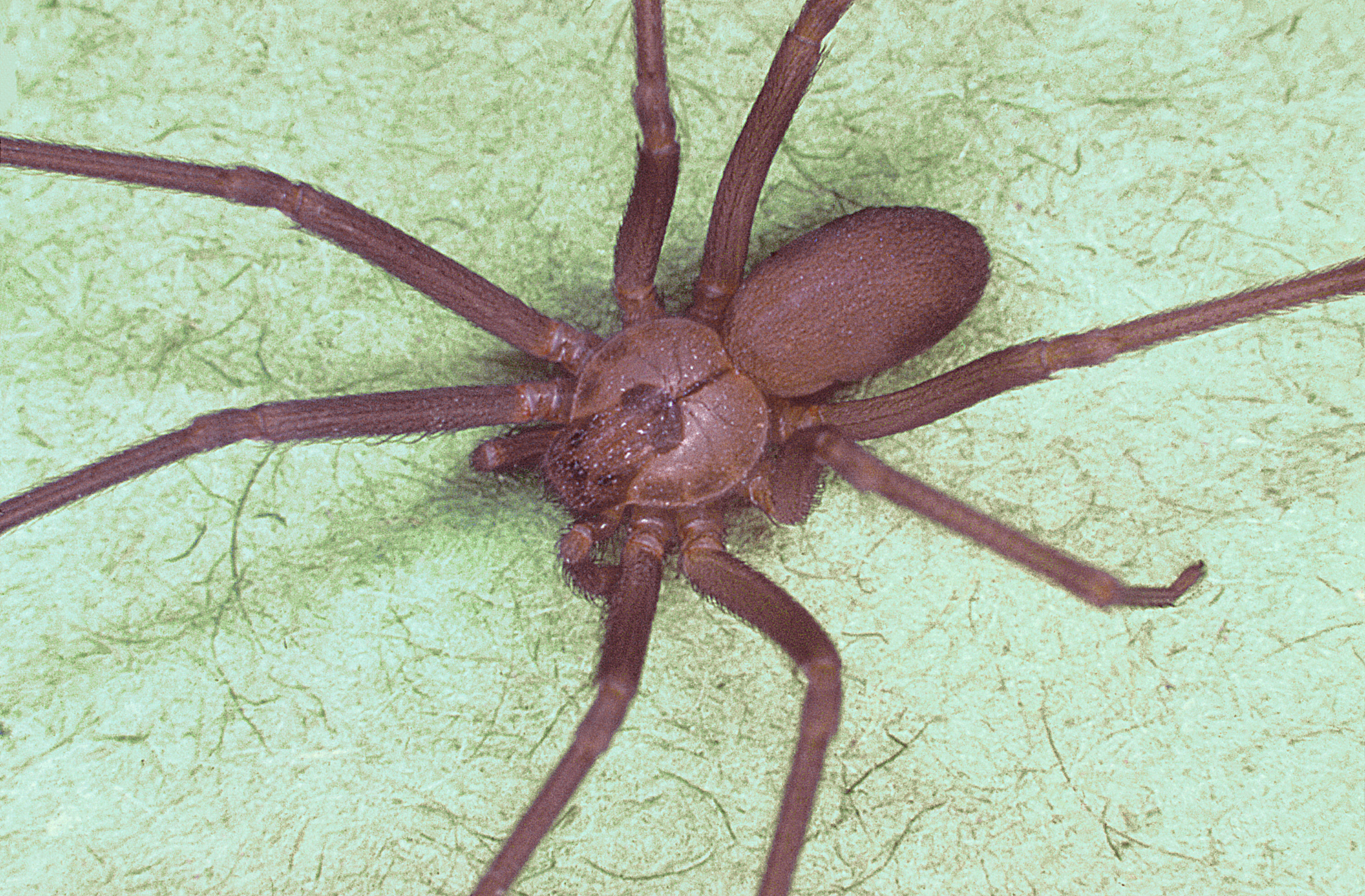
同じく背面 ヴァイオリンの斑紋
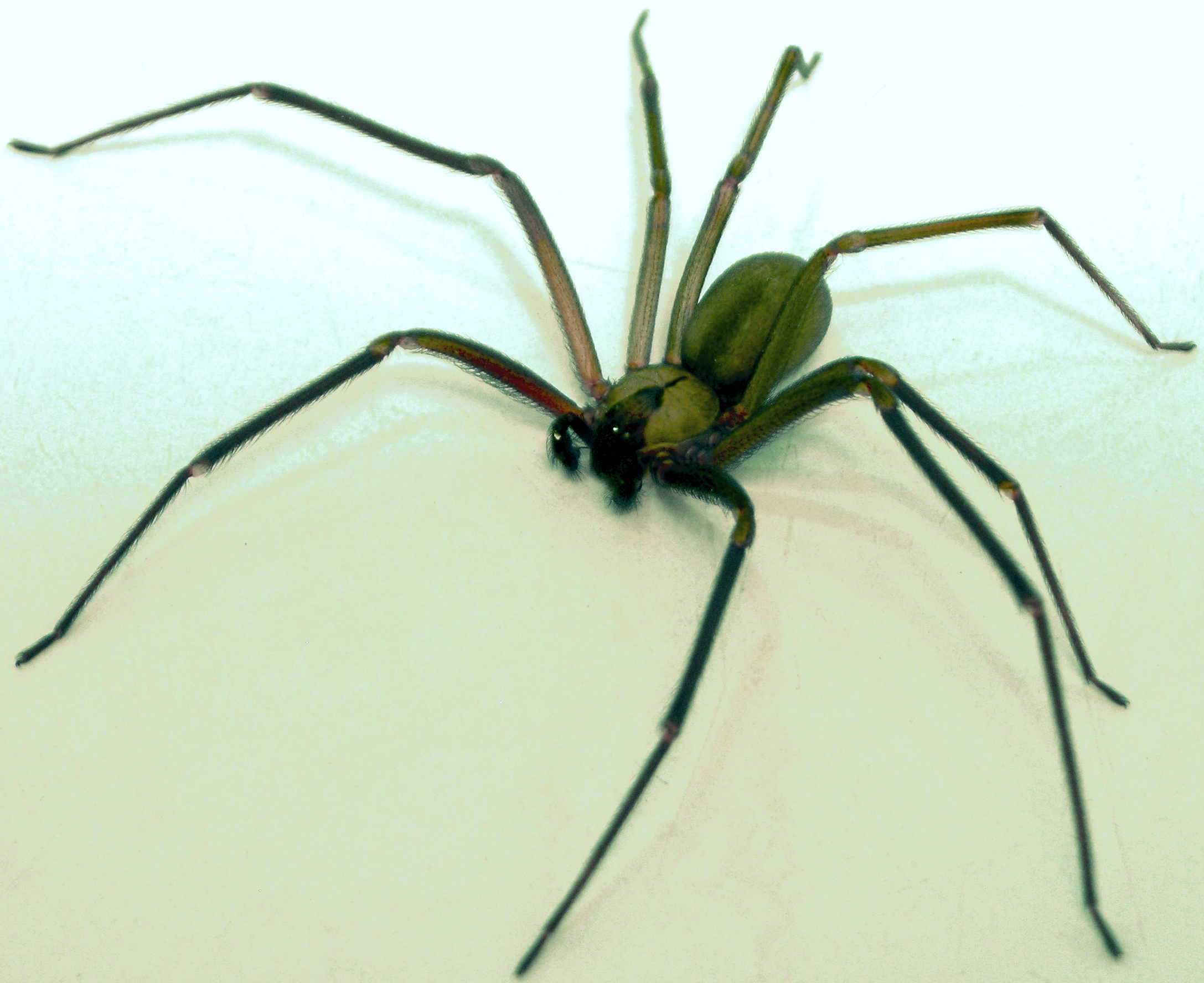
同じく雄成虫

他方、ヤリダマグモ属 Sicarius は体長15mmから20mmにもなる大型のクモで、全体に扁平で、頭胸部は幅の方が広く、腹部もほぼ方形に近い。足は太くないが平面的に横に張って構える、カニグモに似た印象のクモである。体表面に毛が多く、これに砂を取り込んで、外見的に生息する地表に紛れることが出来る。

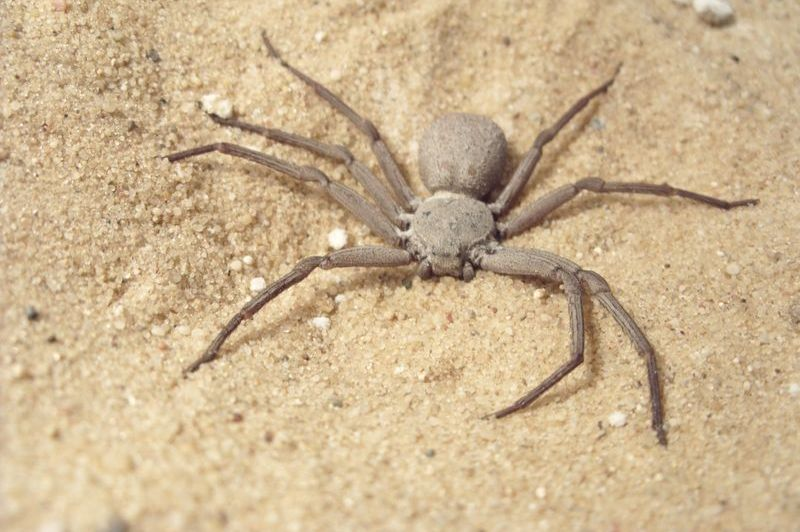
Sicarius terrosus　雌成虫
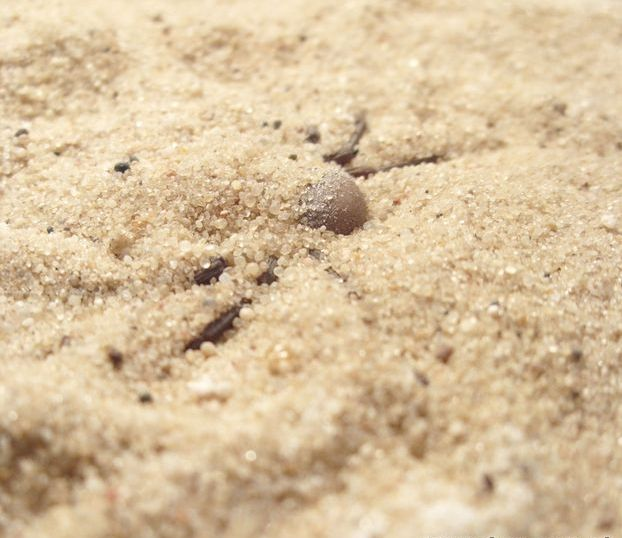
同じく砂に潜った状態

## 習性など
イトグモ属のものは、薄暗いところや物陰、石の下などを生活の場とする。洞穴性のものもあり、人家を生活の場とするものも知られる。網を張らないものも多いが、生息環境の足元に糸を荒く引いたような網を張ることもある。
ヤリダマグモ属 Sicarius は、乾燥地の地表に生息する。石の下や洞穴に見られ、砂の上か、浅く潜って生活する。体表の毛は砂粒を取り込み、外見を周囲に同化させる。素早く移動する能力はあるが、逃げる際にはむしろ素早く砂に潜る。卵は卵嚢に収めるが、この卵嚢の外壁は糸だけでなく、周囲の砂を混ぜ入れたものになっている。このような例はクモ類全体でも珍しい。

## 分布
分布の中心は南北アメリカ大陸の熱帯から温帯にかけてと考えられ、アフリカ南部と地中海周辺に分布する種も少数ある。それ以外の地域にも、家屋性の種が分布するが、いずれも人為分布と考えられる。

## 毒性
もっとも有名なのは北アメリカに分布するドクイトグモ Loxosceles reclusa で、人家に生息することもあることから遭遇する機会も多く、危険である。このクモにかまれると、その部分が腫れると共に、壊死が起こる事が知られる。もっとも毒性が強いのは南アメリカ産の L. laeta といわれ、この種も北アメリカに移入されている。他にも洞穴性の種が人家に生活環境を移す例が各地にある。この類による咬傷の過半数は被害者の就眠中に起きている。
ヤリダマグモ属 Sicarius は、人が咬まれることははるかに少ないが、同様の症状を引き起こす事が知られる。

## 分類
これら2属はいずれも6眼の単性域類という点で同じ群であることは明らかだが、外見的な特徴が大きく異なるため、歴史的に扱いが異なる。イトグモ属は長くヤマシログモ科に含められた。ヤリダマグモ属 Sicarius は独自のヤリダマグモ科 Sicariidae とされた。後にイトグモ属がこの科に移されたものである。現在でもこの2科は近縁なものと考えられ、共通の特徴として間疣がはっきりしていること、下唇が胸板と癒合することなどがある。イトグモ属がヤマシログモ科と異なる点として、ヤマシログモ科では頭胸部が盛り上がること、糸を吐いて捕虫する事、雄の触肢器官の様子などが挙げられる。
世界に2属120種ほどが分布し、このうちでイトグモ属が約100種である。日本産は以下の1種のみだが、人為分布と考えられている。それ以外のものについてはイトグモ科の属種の項を参照されたい。
- Loxosceles rufescens (Dufour, 1820) イトグモ属：イトグモ[9]